# Now, There Was a Song!
Now, There Was a Song! — п'ятий студійний альбом американського співака та автора пісень Джонні Кеша, представлений 2 травня 1960 року на лейблі Columbia. До нього увійшли пісні відомих кантрі співаків Ернеста Табба, Генка Вільямса та Джорджа Джонса.

## Список пісень
| Сторона один | Сторона один                        | Сторона один                 | Сторона один |
| #            | Назва                               | Автор                        | Тривалість   |
| ------------ | ----------------------------------- | ---------------------------- | ------------ |
| 1.           | «Seasons of My Heart»               | Даррел Едвардс, Джордж Джонс | 2:29         |
| 2.           | «I Feel Better All Over»            | Кенні Роджерс, Леон Сміт     | 2:03         |
| 3.           | «I Couldn't Keep from Crying»       | Марті Роббінс                | 2:08         |
| 4.           | «Time Changes Everything»           | Томмі Дункан                 | 1:49         |
| 5.           | «My Shoes Keep Walking Back to You» | Лі Росс, Боб Віллс           | 2:06         |
| 6.           | «I'd Just Be Fool Enough (To Fall)» | Мелвін Ендслі                | 2:05         |

| Сторона два | Сторона два                             | Сторона два               | Сторона два |
| #           | Назва                                   | Автор                     | Тривалість  |
| ----------- | --------------------------------------- | ------------------------- | ----------- |
| 7.          | «Transfusion Blues»                     | Т. Дж. Ред Арналл         | 2:32        |
| 8.          | «Why Do You Punish Me (For Loving You)» | Ервін Кінг                | 2:18        |
| 9.          | «I Will Miss You When You Go»           | Бебі Стюарт, Ернест Табб  | 2:01        |
| 10.         | «I'm So Lonesome I Could Cry»           | Генк Вільямс              | 2:38        |
| 11.         | «Just One More»                         | Джордж Джонс              | 2:12        |
| 12.         | «Honky Tonk Girl»                       | Чак Гардінг, Генк Томпсон | 1:58        |

## Учасники запису
- Джонні Кеш — вокал, ритм-гітара

The Tennessee Two
- Лютер Перкінс — соло-гітара
- Маршалл Грант — бас

Інші музиканти
- Джонні Вестерн — гітара
- Флойд Крамер — фортепіано
- Бадді Гарман — барабани
- Гордон Террі — скрипка
- Дон Гелмс — сталева гітара

## Чарти
Сингли — Білборд (США)
| Рік  | Сингл                 | Чарт          | Позиція |
| ---- | --------------------- | ------------- | ------- |
| 1960 | «Seasons of My Heart» | Кантрі сингли | 10      |